# Васил Манолов
 Тази статия е за деецът на ВМОРО.  За дееца на Охрана вижте Васил Манолов (Старичани).  
Васил Манолов е български революционер и политик, деец на Вътрешната македонска революционна организация (обединена).

## Биография
След разкола в македонското освободително движение, Манолов е член на групата на Тодор Паница във Виена. От 1924 година като федералист пребивава в Гърция заедно с Тего Коюмджиев и Димитър Арнаудов. При присъединяването на групата на Паница към ВМРО (обединена) през 1925 година, Манолов е избран във Временния организационен комитет. В средата на 1926 година Централният комитет на ВМРО (обединена) упълномощава Манолов и Бакърджиев да организират революционни комитети на организацията в Егейска Македония, Гърция, но двамата претърпяват неуспех – Манолов се разболява и умира, а Бакърджиев е арестуван.